# Deildabikar
La Coppa di Lega islandese (islandese: Deildabikar, per ragioni di sponsor conosciuta anche come Lengjubikar) è una competizione organizzata dalla federazione calcistica islandese. Fu creata nel 1996.

## Formato
Al torneo partecipano in tutto 24 squadre (12 di prima divisione e 12 di seconda divisione). La prima fase del torneo si svolge attraverso 3 gironi da 8 squadre ciascuno dove ogni squadra affronta in gara singola le altre del proprio gruppo. La prima di ciascun gruppo e la migliore tra le seconde si qualificano per la seconda fase della manifestazione che si svolge col formato dello scontro diretto in partita unica (semifinale, finale).

## Albo d'oro
| Anno | Squadra vincitrice | Risultato       | Finalista        | Capocannoniere |
| ---- | ------------------ | --------------- | ---------------- | --- |
| 1996 | ÍA Akraness        | 3 - 1 (dts)     | Breiðablik       | Mihajlo Bibercic (ÍA Akranes) - 11 reti |
| 1997 | ÍBV Vestmannæyja   | 3 - 2 (dts)     | Valur            | Tryggvi Gudmundsson (ÍBV Vestmannæyja) - 11 reti |
| 1998 | KR Reykjavík       | 2 - 2 (6-5 dcr) | Valur            | Kristin Larusson (ÍBV Vestmannæyja) - 8 reti Steingrimur Johannesson (ÍBV Vestmannæyja) - 8 reti                                                                               |
| 1999 | ÍA Akraness        | 1 - 0           | Fylkir           | Arnaldur Geir Schram (Fylkir) - 9 reti |
| 2000 | Grindavík          | 4 - 0           | Valur            | Veigar Pall Gunnarsson (Stjarnan) - 13 reti |
| 2001 | KR Reykjavík       | 0 - 0 (5-3 dcr) | FH Hafnarfjörður | Atli Vidar Bjornsson (FH Hafnarfjörðar) - 8 reti Halfdan Gislason (ÍA Akranes) - 8 reti                                                                                        |
| 2002 | FH Hafnarfjörður   | 2 - 2 (4-3 dcr) | Fylkir           | Saevar Thor Gislason (Fylkir) - 8 reti |
| 2003 | ÍA Akraness        | 1 - 1 (4-2 dcr) | Keflavík         | Soren Hermansen (Þróttur) - 15 reti |
| 2004 | FH Hafnarfjörður   | 2 - 1           | KR Reykjavík     | Hordur Sveinsson (Keflavík ÍF) - 10 reti |
| 2005 | KR Reykjavík       | 3 - 2           | Þróttur          | Olgeir Sigurgeirsson (Breiðablik) - 5 reti Kari Steinn Reynisson (ÍA Akranes) - 5 reti Johann Thorhallsson (KA Akureyri) - 5 reti Saevar Eyjolfsson (Þróttur) - 5 reti         |
| 2006 | FH Hafnarfjörður   | 3 - 2           | Keflavík         | Sigurvin Olafsson (FH Hafnarfjörðar) - 6 reti Tryggvi Gudmundsson (FH Hafnarfjörðar) - 6 reti Arnar Gunnlaugsson (ÍA Akranes) - 6 reti Hreinn Hringsson (KA Akureyri) - 6 reti |
| 2007 | FH Hafnarfjörður   | 3 - 2 (dts)     | Valur            | Sigurvin Olafsson (FH Hafnarfjörðar) - 7 reti |
| 2008 | Valur              | 4 - 1           | Fram Reykjavík   | Tryggvi Gudmundsson (FH Hafnarfjörðar) - 10 reti |
| 2009 | FH Hafnarfjörður   | 3 - 0           | Breiðablik       | Steinthor Freyr Thorsteinsson (Stjarnan) - 7 reti |
| 2010 | KR Reykjavík       | 2 - 1           | Breiðablik       | Thorvaldur Arnason (Stjarnan) - 9 reti |
| 2011 | Valur              | 3 - 1 (dts)     | Fylkir           | |
| 2012 | KR Reykjavík       | 1 - 0           | Valur            | |
| 2013 | Breiðablik         | 3 - 2           | Valur            | |
| 2014 | FH Hafnarfjörður   | 4 - 1           | Breiðablik       | |
| 2015 | Breiðablik         | 1 - 0           | KA Akureyri      | |
| 2016 | KR Reykjavík       | 2 - 0           | Víkingur         | |
| 2017 | KR Reykjavík       | 4 - 0           | Grindavík        | |
| 2018 | Valur              | 4 - 2           | Grindavík        | |
| 2019 | KR Reykjavík       | 2 - 1           | ÍA Akraness      | |

## Vittorie per squadre
| Squadra          | Vittorie | Finali perse | Finali giocate | Annate vincenti                                |
| ---------------- | -------- | ------------ | -------------- | ---------------------------------------------- |
| KR Reykjavik     | 8        | 1            | 9              | 1998, 2001, 2005, 2010, 2012, 2016, 2017, 2019 |
| FH Hafnarfjörðar | 6        | 1            | 7              | 2002, 2004, 2006, 2007, 2009, 2014             |
| ÍA Akranes       | 3        | -            | 3              | 1996, 1999, 2003                               |
| Valur            | 3        | 6            | 9              | 2008, 2011, 2018                               |
| Breiðablik       | 2        | 4            | 6              | 2013, 2015                                     |
| Grindavík        | 1        | 2            | 3              | 2000                                           |
| ÍBV Vestmannæyja | 1        | -            | 1              | 1997                                           |
| Fylkir           | -        | 3            | 3              | -                                              |
| Keflavík ÍF      | -        | 2            | 2              | -                                              |
| KA Akureyri      | -        | 1            | 1              | -                                              |
| Fram             | -        | 1            | 1              | -                                              |
| Þróttur          | -        | 1            | 1              | -                                              |
| Vikingur         | -        | 1            | 1              | -                                              |